# Jack Hawksworth
Jack Hawksworth (Bradford, Reino Unido; 28 de febrero de 1991) es un piloto británico de automovilismo. Ha desarrollado su carrera mayormente en Estados Unidos, donde compite en IMSA SportsCar Championship desde 2017.

## Carrera deportiva
Se inició en las carreras de karts a los 13 años de edad, logrando varios éxitos.
Hawksworth llegó a la Fórmula Renault en 2010 con Mark Burdett motorsport. Logró la pole position en 4 de las 6 carreras y terminó tercero en general en el campeonato, por delante de los pilotos jóvenes de Red Bull Daniil Kvyat y Carlos Sainz Jr., y del ganador del Premio de McLaren Autosport Oliver Rowland. Hawksworth pasó a competir en el campeonato de Fórmula Renault británica al año siguiente, donde obtuvo la cuarta posición del campeonato con una victoria en Croft.
En 2012, Hawksworth se trasladó a Estados Unidos para competir en el Star Mazda Championship con Team Pelfrey. Batió todos los récords de la categoría (victorias, poles y vueltas rápidas) en su camino con la obtención del título en su año de debut.
Jack pasó a competir en la Indy Lights en 2013, corriendo para Sam Schmidt Motorsports, y terminó el certamen en 4º puesto. 
En 2014, Hawksworth dio el salto a la IndyCar, firmando con Bryan Herta Autosport. Logró un podio en Houston, acabando como 17º en la general con un solo abandono. Se incorporó a Foyt Racing para el 2015. Obtuvo como mejores resultados dos séptimas posiciones en las dos carreras de Detroit, marcando la vuelta rápida en la primera de ellas, y finalizó 17º en el campeonato. 
En 2016, siguió pilotando el #41 del equipo Foyt. Sus mejores resultados fueron dos undécimas posiciones, por lo que no pudo pasar del 20º puesto en la clasificación general.
En 2017, Hawksworth dejó la IndyCar y pasó a competir IMSA SportsCar Championship. Inicialmente compitió con 3GT Racing, para luego pasar al Vasser Sullivan Racing, siempre conduciendo unidades Lexus RC F GT3. Ganó el campeonato GTD Pro de 2023, junto a Ben Barnicoat.

## Resultados

### Indy Lights
(Clave) (negrita indica pole position) (cursiva indica vuelta rápida)

| Año     | Escudería                    | 1     | 2     | 3     | 4       | 5     | 6     | 7     | 8     | 9     | 10    | 11    | 12    | Pos. | Puntos |
| ------- | ---------------------------- | ----- | ----- | ----- | ------- | ----- | ----- | ----- | ----- | ----- | ----- | ----- | ----- | ---- | ------ |
| 2013    | Schmidt Peterson Motorsports | STP 1 | ALA 2 | LBH 8 | INDY 10 | MIL 8 | IOW 3 | POC 5 | TOR 1 | MDO 3 | BAL 1 | HOU 6 | FON 9 | 4.º  | 412    |
| Fuente: |                              |       |       |       |         |       |       |       |       |       |       |       |       |      |        |

### IndyCar Series
(Clave) (negrita indica pole position) (cursiva indica vuelta rápida)

| Año     | Escudería              | Motor | 1      | 2      | 3      | 4      | 5       | 6       | 7      | 8      | 9      | 10     | 11      | 12     | 13     | 14     | 15     | 16     | 17     | 18     | Pos. | Puntos |
| ------- | ---------------------- | ----- | ------ | ------ | ------ | ------ | ------- | ------- | ------ | ------ | ------ | ------ | ------- | ------ | ------ | ------ | ------ | ------ | ------ | ------ | ---- | ------ |
| 2014    | Bryan Herta Autosport  | Honda | STP 21 | LBH 15 | ALA 12 | INDY 7 | INDY 20 | DET 19  | DET 14 | TXS 15 | HOU 6  | HOU 3  | POC DNS | IOW 15 | TOR 13 | TOR 6  | MDO 16 | MIL 10 | SNM 15 | FON 15 | 17.º | 366    |
| 2015    | A. J. Foyt Enterprises | Honda | STP 8  | LOU 24 | LBH 14 | ALA 21 | INDY 23 | INDY 24 | DET 7  | DET 7  | TXS 23 | TOR 14 | FON 10  | MIL 17 | IOW 13 | MDO 8  | POC 22 | SNM 19 |        |        | 17.º | 256    |
| 2016    | A. J. Foyt Enterprises | Honda | STP 11 | PHO 19 | LBH 21 | ALA 19 | INDY 20 | INDY 16 | DET 22 | DET 19 | ROA 11 | IOW 15 | TOR 21  | MDO 21 | POC 14 | TXS 17 | WGL 16 | SNM 18 |        |        | 20.º | 229    |
| Fuente: |                        |       |        |        |        |        |         |         |        |        |        |        |         |        |        |        |        |        |        |        |      |        |